# HD 17156 b
HD 17156 b est une planète extrasolaire (exoplanète) confirmée , en orbite autour de l'étoile HD 17156, dans la constellation de Cassiopée.
Elle a été découverte en 2007.